# Тур Малой Польши 2024
62-й выпуск Тура Малой Польши — шоссейной многодневной велогонки по дорогам Польши. Гонка прошла с 30 мая по 2 июня 2024 года в рамках Европейского тура UCI 2024. Победителем стал австрийский велогонщик Риккардо Цойдль.

## Участники
В гонке приняло участие 29 команд.
| UCI Continental Teams (16)- ATT Investments - Mazowsze Serce Polski - Hrinkow Advarics - Airtox-Carl Ras - Global 6 United - Voster ATS Team - XSpeed United Continental - Pierre Baguette Cycling - Santic-Wibatech - Elkov-Kasper - Epronex-Hungary Cycling Team - Victoria Sports Pro Cycling Team - Team Felt Felbermayr - Novapor Speedbike - Energus Cycling Team - Lubelskie Perła Polski Национальная команда- Equipe de France Militaire Любительские, клубные или региональные команды (11)- Gallina-Ecotek-Lucchini - Region Sør - Power of Science Performance Lab - Aalborg-Sparekassen Danmark - Sensa-Kanjers voor Kanjers - Give Elementer - LUKS Trójka Piaseczno - UWTC De Volharding - TC Chrobry Scott Głogów - Bialini Gomola CCN - TTS.coach / Spica Solutions Unknown team category- Mostostal Pulawy |
| |

## Маршрут
Маршрут гонки состоял из пролога и трёх этапов с общей дистанцией 436 километров. Три заключительных этапа холмистые с окончанием гонки на восьмикилометровом подъёме.
| Этап   | Дата   | Маршрут             | type                    | Длина (км) | Победитель       | Лидер генеральной классификации |
| ------ | ------ | ------------------- | ----------------------- | ---------- | ---------------- | ------------------------------- |
| Пролог | 30 май | Краков – Краков     | индивидуальная разделка | 1,4        | Мартон Дина      | Мартон Дина                     |
| 1      | 31 май | Кошице – Мысленице  | холмистый               | 150        | Мартон Дина      | Мартон Дина                     |
| 2      | 1 июн  | Величка – Новы-Тарг | холмистый               | 148        | Феликс Ритцингер | Gustav Frederik Dahl            |
| 3      | 2 июн  | Яблонка – Przehyba  | горный                  | 126        | Риккардо Цойдль  | Риккардо Цойдль                 |

## Ход гонки
Пролог и первый этап выиграл победитель тура 2023 года, венгерский велогонщик Мартон Дина.
На заключительном этапе опытный Риккардо Цойдль смог вырваться вперёд и в одиночку выиграл этап и гонку в целом.

## Лидеры классификаций
| Этап   |                         | Победитель _     | Генеральная классификация _ |
| ------ | ----------------------- | ---------------- | --------------------------- |
| Пролог | индивидуальная разделка | Мартон Дина      | Мартон Дина                 |
| 1      | холмистый               | Мартон Дина      | Мартон Дина                 |
| 2      | холмистый               | Феликс Ритцингер | Gustav Frederik Dahl        |
| 3      | горный                  | Риккардо Цойдль  | Риккардо Цойдль             |
| Итог   | Итог                    |                  | Риккардо Цойдль             |

## Итоговые классификации
| \| Генеральная классификация \| Генеральная классификация \| Генеральная классификация \| Генеральная классификация \| Генеральная классификация \| \| Гонщик \| Гонщик \| Команда \| Время \| \| \| ------------------------- \| ------------------------- \| ------------------------- \| ------------------------- \| ------------------------- \| \| 1-й \| Риккардо Цойдль \| Felt Felbermayr \| 10ч 21' 46 \| \| \| 2-й \| Мартон Дина \| ATT Investments \| + 12 \| \| \| 3-й \| Йонас Рапп \| Hrinkow Advarics \| + 35 \| \| |                 |                  |            |
| |                 |                  |            |
| Источник: ProCyclingStats |                 |                  |            |
| Генеральная классификация |                 |                  |            |
| Гонщик | Гонщик          | Команда          | Время      |
| 1-й | Риккардо Цойдль | Felt Felbermayr  | 10ч 21' 46 |
| 2-й | Мартон Дина     | ATT Investments  | + 12       |
| 3-й | Йонас Рапп      | Hrinkow Advarics | + 35       |

| Очковая классификация | Очковая классификация | Очковая классификация | Очковая классификация | Очковая классификация |
| Гонщик                | Гонщик                | Команда               | Очки                  |                       |
| --------------------- | --------------------- | --------------------- | --------------------- | --------------------- |
| 1-й                   | Феликс Ритцингер      | Felt Felbermayr       | 12 очков              |                       |
| 2-й                   | Radosław Frątczak     | Voster ATS Team       | 6 очков               |                       |
| 3-й                   | Мадс Андерсен         | Airtox-Carl Ras       | 4 очков               |                       |

| Очковая классификация | Очковая классификация | Очковая классификация | Очковая классификация | Очковая классификация |
| Гонщик                | Гонщик                | Команда               | Очки                  |                       |
| --------------------- | --------------------- | --------------------- | --------------------- | --------------------- |
| 1-й                   | Феликс Ритцингер      | Felt Felbermayr       | 12 очков              |                       |
| 2-й                   | Radosław Frątczak     | Voster ATS Team       | 6 очков               |                       |
| 3-й                   | Мадс Андерсен         | Airtox-Carl Ras       | 4 очков               |                       |

| Горная классификация | Горная классификация | Горная классификация | Горная классификация | Горная классификация |
| Гонщик               | Гонщик               | Команда              | Очки                 |                      |
| -------------------- | -------------------- | -------------------- | -------------------- | -------------------- |
| 1-й                  | Маржин Ижмкер        |                      | 11 очков             |                      |
| 2-й                  | Мартон Дина          | ATT Investments      | 8 очков              |                      |
| 3-й                  | Марек Конва          |                      | 7 очков              |                      |

| Горная классификация | Горная классификация | Горная классификация | Горная классификация | Горная классификация |
| Гонщик               | Гонщик               | Команда              | Очки                 |                      |
| -------------------- | -------------------- | -------------------- | -------------------- | -------------------- |
| 1-й                  | Маржин Ижмкер        |                      | 11 очков             |                      |
| 2-й                  | Мартон Дина          | ATT Investments      | 8 очков              |                      |
| 3-й                  | Марек Конва          |                      | 7 очков              |                      |

| Молодёжная классификация | Молодёжная классификация | Молодёжная классификация    | Молодёжная классификация | Молодёжная классификация |
| Гонщик                   | Гонщик                   | Команда                     | Время                    |                          |
| ------------------------ | ------------------------ | --------------------------- | ------------------------ | ------------------------ |
| 1-й                      | Malte Hellerup           | Aalborg-Sparekassen Danmark | 10ч 23' 55               |                          |
| 2-й                      | Хуго Миле                |                             | + 1' 20                  |                          |
| 3-й                      | Карлис Клисметс          | Energus Cycling Team        | + 2' 11                  |                          |

| Молодёжная классификация | Молодёжная классификация | Молодёжная классификация    | Молодёжная классификация | Молодёжная классификация |
| Гонщик                   | Гонщик                   | Команда                     | Время                    |                          |
| ------------------------ | ------------------------ | --------------------------- | ------------------------ | ------------------------ |
| 1-й                      | Malte Hellerup           | Aalborg-Sparekassen Danmark | 10ч 23' 55               |                          |
| 2-й                      | Хуго Миле                |                             | + 1' 20                  |                          |
| 3-й                      | Карлис Клисметс          | Energus Cycling Team        | + 2' 11                  |                          |

| Командная классификация по времени | Командная классификация по времени | Командная классификация по времени | Командная классификация по времени |
| Команда                            | Команда                            | Время                              |                                    |
| ---------------------------------- | ---------------------------------- | ---------------------------------- | ---------------------------------- |
| 1-й                                | Santic-Wibatech                    | 31ч 11' 20                         |                                    |
| 2-й                                | ATT Investments                    | + 1' 36                            |                                    |
| 3-й                                | Elkov-Kasper                       | + 2' 16                            |                                    |

| Командная классификация по времени | Командная классификация по времени | Командная классификация по времени | Командная классификация по времени |
| Команда                            | Команда                            | Время                              |                                    |
| ---------------------------------- | ---------------------------------- | ---------------------------------- | ---------------------------------- |
| 1-й                                | Santic-Wibatech                    | 31ч 11' 20                         |                                    |
| 2-й                                | ATT Investments                    | + 1' 36                            |                                    |
| 3-й                                | Elkov-Kasper                       | + 2' 16                            |                                    |